# Västsvenska Simförbundet
Västsvenska Simförbundet, förkortat VSSF är ett av Svenska Simförbundets sju distriktsförbund. 2023 har distriktet cirka 50 föreningar inom simidrott vars verksamheter involverar simskolor, tränings- och tävlingssimning, masters, vuxencrawl, vattenpolo, simhopp, konstsim och öppetvattenverksamhet.

## Tävlingar
Här listas några av de tävlingar och liknande som Västsvenska Simförbundet arrangerar.
- UGP (Ungdoms Grand Prix)
- DM/JDM (Distriktsmästerskap/Junior Distriktsmästerskap)
- Sum-Sim Regionsfinal (Svenska Ungdomsmästerskapen i Simning Regionsfinal)
- Team Future (Läger)